# Girolamo Pellegrini
Girolamo Pellegrini (Roma, 1624 circa – Venezia, 1700 circa) è stato un pittore italiano.

## Biografia
Di questo pittore pressoché dimenticato e mancante di puntuali informazioni biografiche rimangono tuttavia note, ed ancora esistenti, alcune opere. Di nascita e formazione romana (fu probabilmente allievo, ma sicuramente seguace, di Pietro da Cortona) risulta principalmente attivo a Venezia e nel Veneto.

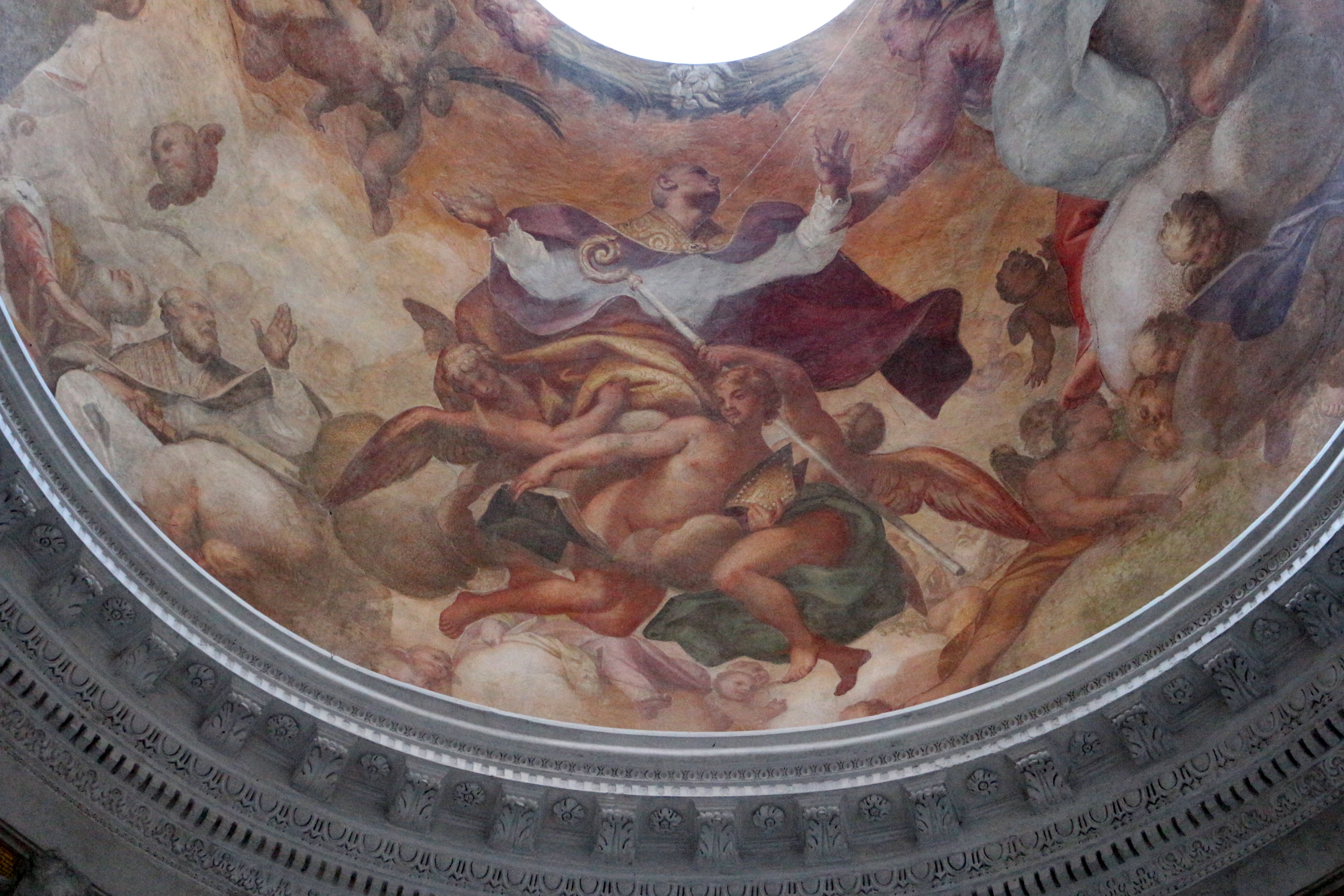
Apoteosi di san Gerardo Sagredo, Venezia, chiesa di San Francesco della Vigna

Fu principalmente un frescante ma non mancano pitture da cavalletto a lui attribuibili. Molto più certi, soprattutto in quanto testimoniati nelle guide storiche veneziane sono gli affreschi: la cupola dell'Assunta per la chiesa dei santi Cosma e Damiano, la cupoletta di San rocco in gloria sullo scalone della Scuola grande di San Rocco e soprattutto risulta particolare nella sua «romanità», debitrice di Lanfranco e da Cortona, l'altra cupoletta nella cappella Sagredo a San Francesco della Vigna con l'Apoteosi di san Gerardo Sagredo. Nella basilica di san Pietro di Castello troviamo i suoi affreschi nel catino absidale del presbiterio, incentrati sulla figura di san Lorenzo Giustiniani. Nella chiesa di S. Zaccaria è di sua mano il catino absidale che sovrasta l'altare maggiore, rappresenta una Gloria di san Zaccaria. Quest'opera si riallaccia allo stile presente negli affreschi delle grandi cupole barocche delle chiese romane.
Ci è nota una sua attività anche nelle ville venete; fra queste è senz'altro da citare la Resurrezione per il tempietto di villa Barbaro a Maser. Tuttavia questa e altre opere in villa restano discusse con autori diversi.